# Clusiosoma minutum
Clusiosoma minutum es una especie de insecto del género Clusiosoma de la familia Tephritidae del orden Diptera.

## Historia
Meijere la describió científicamente por primera vez en el año 1913.